# Episodi di Detective Conan (terza stagione)
Questa è una lista degli episodi della terza stagione della serie anime Detective Conan.

## Lista episodi
| Nº Ja | Nº It | Titolo italiano Giapponese 「Kanji」 - Rōmaji - Traduzione letterale | In onda           | In onda           |
| Nº Ja | Nº It | Titolo italiano Giapponese 「Kanji」 - Rōmaji - Traduzione letterale | Giapponese        | Italiano          |
| 55    | 57    | Mistero sul treno 「列車トリック殺人事件」 - Ressha torikku satsujin jiken – "Il caso dell'omicidio del trucco sul treno" | 21 aprile 1997    | 23 settembre 2002 |
| 55    | 57    | Un medico viene assassinato su un treno. Conan, che si trova in viaggio con Ran e Kogoro, pensa che l'abbia ucciso uno degli altri medici che avevano partecipato ad un convegno assieme alla vittima, ma questi hanno viaggiato su un'altra linea ferroviaria senza essersi apparentemente mai avvicinati al corpo. |                   |                   |
| 56    | 58    | L'impresa di pulizia 「おじゃマンボウ殺人事件」 - Ojamanbō satsujin jiken – "Il caso dell'omicidio dell'Ojamanbō" | 28 aprile 1997    | 25 settembre 2002 |
| 56    | 58    | Dal tetto di un edificio cade una trave che uccide un uomo che lavorava presso un'impresa di pulizia vicino al luogo dell'incidente. Kogoro, Ran e Conan rinvengono il cadavere e chiamano la polizia. |                   |                   |
| 57    | 59    | Il club di Sherlock Holmes - prima parte - 「ホームズフリーク殺人事件（前編）」 - Hōmuzu Furīku satsujin jiken (zenpen) – "Il caso dell'omicidio di Holmes Freak (prima parte)" | 5 maggio 1997     | 27 settembre 2002 |
| 57    | 59    | Kogoro viene invitato come ospite ad un seminario su Sherlock Holmes. Alla villa, Kogoro, Ran e Conan incontrano nuovamente Heiji. Durante la serata, l'organizzatore dell'evento cade in un dirupo con la macchina. Una delle partecipanti afferma di conoscere l'identità dell'assassino, ma poco dopo resta vittima di un'esplosione nel garage. Mentre il gruppo inizia a sospettare che l'organizzatore abbia solo fatto credere di essere morto, Heiji viene a sapere da Ran che Kogoro di solito risolve i casi facendo finta di dormire e così Heiji insospettito le chiede dove si trovi Conan quando ciò accade e lei gli riferisce che di solito non si trova più nei paraggi e talvolta fuoriesce dalle spalle di Kogoro per aiutarlo nella risoluzione del caso. Proprio mentre Heiji riflette sulle informazioni rivelategli da Ran, la luce viene a mancare e un altro partecipante viene ferito con un punteruolo. |                   |                   |
| 58    | 60    | Il club di Sherlock Holmes - seconda parte - 「ホームズフリーク殺人事件（後編）」 - Hōmuzu Furīku satsujin jiken (kōhen) – "Il caso dell'omicidio di Holmes Freak (seconda parte)" | 12 maggio 1997    | 30 settembre 2002 |
| 58    | 60    | Heiji nota che Conan è troppo sveglio per essere solamente un bambino. I due ragazzi riescono a scoprire l'identità del colpevole, ma Conan, non potendo addormentare Kogoro sotto gli occhi di Heiji, decide quindi di addormentare proprio Heiji. Al suo risveglio, Heiji rivela a Conan di aver capito il suo segreto, infatti non era completamente addormentato ma faceva solo finta, assecondandolo nel suo ragionamento. Conan gli racconta così cosa gli è successo. |                   |                   |
| 59    | 61    | Shopping, che passione! 「初めてのお使い殺人事件」 - Hajimete no otsukai satsujin jiken – "Il caso dell'omicidio della prima faccenda" | 19 maggio 1997    | 2 ottobre 2002    |
| 59    | 61    | Durante un evento scolastico, i Giovani Detective hanno il compito di riprendere con una telecamera un bambino che deve comprare determinati oggetti in altrettanti negozi. Mentre effettuano questo compito, i ragazzi si accorgono che qualcuno sta cercando in tutti i modi di ucciderlo. Conan inizia a sospettare che sia stato testimone inconsapevole di un delitto. |                   |                   |
| 60    | 62    | Tra i disegni di un'avventura 「イラストレーター殺人事件」 - Irasutorētā satsujin jiken – "Il caso dell'omicidio dell'illustratore" | 26 maggio 1997    | 4 ottobre 2002    |
| 60    | 62    | Kogoro viene invitato nello studio di un disegnatore, ma questi, prima di recarsi all'appuntamento, ha ucciso la sua amante. L'uomo decide di approfittare della presenza di Kogoro per crearsi un alibi e per far sembrare un incidente la morte della donna. |                   |                   |
| 61    | 63    | Il battello fantasma - prima parte - 「幽霊船殺人事件（前編）」 - Yūreisen satsujin jiken (zenpen) – "Il caso d'omicidio della nave fantasma (prima parte)" | 2 giugno 1997     | 7 ottobre 2002    |
| 61    | 63    | Un vecchio battello affondato molti anni prima mentre trasportava lingotti d'oro, appare, trasportato dalla corrente, nel porto di una piccola isola. Kogoro viene chiamato dal sindaco del luogo per chiedergli di ritrovare i lingotti; per questo Kogoro si fa accompagnare da Ran e Conan. Una notte, Kogoro viene aggredito da una persona travestita da shōgun. Quando Kogoro reagisce, l'aggressore scappa. Kogoro insegue l'individuo sino al porto, ma viene colpito e sviene. Il mattino seguente, Kogoro viene ritrovato vicino al cadavere del custode del faro e, per questo motivo, diventa primo sospettato per l'omicidio. |                   |                   |
| 62    | 64    | Il battello fantasma - seconda parte - 「幽霊船殺人事件（後編）」 - Yūreisen satsujin jiken (kōhen) – "Il caso d'omicidio della nave fantasma (seconda parte)" | 9 giugno 1997     | 9 ottobre 2002    |
| 62    | 64    | Fortunatamente Conan riesce a dimostrare che Kogoro non è l'assassino. Tutti gli abitanti partecipano alla ricerca dell'omicida e dei lingotti. |                   |                   |
| 63    | 65    | Ciak, si indaga 「大怪獣ゴメラ殺人事件」 - Daikaijū Gomera satsujin jiken – "Il caso dell'omicidio del grande mostro Gomera" | 16 giugno 1997    | 11 ottobre 2002   |
| 63    | 65    | Il produttore che ha deciso di eliminare per sempre Gomera, il mostro protagonista di una serie televisiva amata dai bambini, viene accoltellato negli studi dove vengono girate le scene dell'ultimo film. Conan e i Giovani Detective, che erano lì per visitare il set, cominciano ad indagare. |                   |                   |
| 64    | 66    | Impronte digitali 「第3の指紋殺人事件」 - Daisan no shimon satsujin jiken – "Il caso dell'omicidio della terza impronta digitale" | 23 giugno 1997    | 14 ottobre 2002   |
| 64    | 66    | Un ispettore amico di Kogoro lo invita con la famiglia a passare una giornata a casa sua. L'uomo riceve la telefonata di un tipo pericoloso che sta cercando di raddrizzare: andato nel luogo dell'appuntamento, c'è una colluttazione e l'ispettore afferma di averlo ucciso per legittima difesa. Ma Kogoro scopre che questi l'ha ucciso volontariamente. |                   |                   |
| 65    | 67    | Indagando nel buio 「カニとクジラ誘拐事件」 - Kani to kujira yūkai jiken – "Il caso del rapimento del granchio e della balena" | 30 giugno 1997    | 15 ottobre 2002   |
| 65    | 67    | Mentre si trova a cena con Kogoro e Ran in un locale, Conan osserva una persona che si comporta in modo strano e sospetta che abbia un problema. Conan convince quindi Kogoro ad avvicinarlo e ad offrirgli il suo aiuto. I tre scoprono che l'uomo è un dentista al quale dei malintenzionati hanno rapito il figlio per poter così chiedere un riscatto. |                   |                   |
| 66    | 68    | Un conto in sospeso 「暗闇の道殺人事件」 - Kurayami no michi satsujin jiken – "Il caso dell'omicidio nella strada buia" | 7 luglio 1997     | 16 ottobre 2002   |
| 66    | 68    | Kogoro incontra per caso un suo vecchio amico. Questi gli chiede aiuto perché nella sua abitazione ogni sera si sentono strani rumori dei quali l'uomo non capisce la provenienza. Kogoro si offre di aiutarlo, ma in quel momento nella strada antistante alla casa dell'uomo avviene un delitto. |                   |                   |
| 67    | 69    | Indagini a teatro 「舞台女優殺人事件」 - Butai joyū satsujin jiken – "Il caso dell'omicidio dell'attrice teatrale" | 14 luglio 1997    | 17 ottobre 2002   |
| 67    | 69    | All'agenzia di Kogoro si presenta il suo maestro, che da giovane aveva la reputazione di essere un eccellente detective. Kogoro intanto sta cercando di scoprire il mittente di numerose lettere minatorie indirizzate ad un'attrice teatrale. Conan decide di portare il maestro sul luogo dell'indagine per osservare la sua abilità. |                   |                   |
| 68    | 70    | Una vacanza in giallo - prima parte - 「闇の男爵殺人事件（事件篇)」 - Naito Baron satsujin jiken (jikenhen) – "Il caso dell'omicidio del Night Baron (parte del caso)" | 21 luglio 1997    | 18 ottobre 2002   |
| 68    | 70    | Agasa e un suo amico partecipano al concorso "Scopri il mistero" e vincono una vacanza. I due uomini hanno un contrattempo e non possono godere del premio. Agasa offre quindi la vacanza a Ran, Kogoro e Conan. Il soggiorno è all'insegna del mistero: bisogna scoprire chi è l'organizzatore del concorso che si aggira nell'albergo travestito da "Barone della Notte", il personaggio dei romanzi di Yusaku Kudo, padre di Shinichi. |                   |                   |
| 69    | 71    | Una vacanza in giallo - seconda parte - 「闇の男爵殺人事件（疑惑篇）」 - Naito Baron satsujin jiken (giwakuhen) – "Il caso dell'omicidio del Night Baron (parte dei sospetti)" | 28 luglio 1997    | 21 ottobre 2002   |
| 69    | 71    | Il ritrovamento dell'organizzatore verrà premiato con un misterioso virus informatico denominato dagli esperti "Barone della notte". Poco dopo l'inizio della vacanza, l'individuo che sta impersonando il Barone cade dal ventunesimo piano dell'albergo e si schianta su una statua di ferro. |                   |                   |
| 70    | 72    | Una vacanza in giallo - terza parte - 「闇の男爵殺人事件（解決篇）」 - Naito Baron satsujin jiken (kaiketsuhen) – "Il caso dell'omicidio del Night Baron (parte della soluzione)" | 4 agosto 1997     | 22 ottobre 2002   |
| 70    | 72    | Con l'eliminazione dell'organizzatore dell'evento la vacanza sembra essere terminata ma, poco dopo, il Barone della Notte riappare e aggredisce Conan e Ran. È compito di Conan scoprire l'identità del "nuovo" Barone e risolvere questo intricato caso. |                   |                   |
| 71    | 73    | Lo spione 「ストーカー殺人事件」 - Sutōkā satsujin jiken – "Il caso dell'omicidio dello stalker" | 11 agosto 1997    | 23 ottobre 2002   |
| 71    | 73    | Kogoro, Ran e Conan assistono alla morte per avvelenamento di una persona. Questi risulta essere uno stalker e quindi le indagini coinvolgono anche la ragazza che l'uomo perseguitava. |                   |                   |
| 72    | 74    | I tre fratelli gemelli 「三つ子別荘殺人事件」 - Mitsugo bessō satsujin jiken – "Il caso dell'omicidio della tripletta nella villa" | 18 agosto 1997    | 24 ottobre 2002   |
| 72    | 74    | Conan e Ran vanno in vacanza nella villa di famiglia di Sonoko dove, oltre alla ragazza, sono presenti anche sua sorella e Yuko. Il padre di Yuko arriva alla villa all'ora di cena per conoscere la fidanzata del figlio. Terminata la serata i due uomini tornano a casa. Inaspettatamente Ran, Sonoko e sua sorella assistono all'omicidio del padre di Yuko e l'assassino, pur avendo il volto parzialmente coperto, sembra proprio essere Yuko. Questi però ha due fratelli gemelli i quali, pur avendo un alibi, non convincono del tutto Conan. |                   |                   |
| 73    | 75    | Il messaggio in bottiglia 「少年探偵団遭難事件」 - Shōnen Tantei-dan sōnan jiken – "Il caso del disastro della Squadra dei Giovani Detective" | 25 agosto 1997    | 25 ottobre 2002   |
| 73    | 75    | Mentre sono in spiaggia, i Giovani Detective trovano una bottiglia contenente una richiesta di aiuto. |                   |                   |
| 74    | 76    | Un eroe dal passato 「死神陣内殺人事件」 - Shinigami Jinnai satsujin jiken – "Il caso dell'omicidio dello shinigami Jinnai" | 1º settembre 1997 | 28 ottobre 2002   |
| 74    | 76    | Kogoro, Ran e Conan assistono alla prima di un film. Kogoro viene contattato dalla moglie dell'attore principale che teme per la vita del marito dato che questi ha ricevuto una lettera minatoria. Il famoso attore viene ucciso nel suo ufficio da una persona mascherata come il personaggio che interpretava nel film. |                   |                   |
| 75    | 77    | Tutta la verità 「金融会社社長殺人事件」 - Kin'yū kaisha shachō satsujin jiken – "Il caso dell'omicidio del presidente della compagnia di credito" | 8 settembre 1997  | 29 ottobre 2002   |
| 75    | 77    | Il presidente di una piccola società muore avvelenato mentre conta del denaro nel suo studio. Conan deve scoprire dove è stato piazzato il veleno e quale dei suoi dipendenti è colpevole. |                   |                   |
| 76    | 78    | Il ladro della perla nera - prima parte - 「コナンVS怪盗キッド」 - Konan tai Kaitō Kiddo – "Conan contro Kaito Kid [Speciale di 1 ora]" | 22 settembre 1997 | 30 ottobre 2002   |
| 76    | 78    | Kaito Kid vuole rubare una perla nera, chiamata Black Star, che appartiene alla famiglia Suzuki. Oltre all'aiuto della polizia viene richiesta anche la presenza di Kogoro. Conan sembra essere molto elettrizzato all'idea di sfidare Kid ma, dopo un faccia a faccia con lui, capisce che non è un ladro qualunque e che sarà dura farlo arrestare. |                   |                   |
| 76    | 79    | Il ladro della perla nera - seconda parte - 「コナンVS怪盗キッド」 - Konan tai Kaitō Kiddo – "Conan contro Kaito Kid [Speciale di 1 ora]" | 22 settembre 1997 | 31 ottobre 2002   |
| 76    | 79    | La famiglia Suzuki organizza un galà su una nave, dove sono invitati ospiti illustri e dove viene esibita la perla nera. Conan è sicuro che Kid abbia assunto le sembianze di una delle persone presenti sull'imbarcazione. Dopo avere scoperto che ladro Kid ha preso le sembianze di Ran, Conan prova ad arrestare la sua fuga, ma ladro Kid riesce a fuggire. |                   |                   |
| 77    | 80    | Intrighi di famiglia - prima parte - 「名家連続変死事件（前編）」 - Meika renzoku henshi jiken (zenpen) – "Il caso della serie di morti accidentali della famiglia eminente (prima parte)" | 20 ottobre 1997   | 1º novembre 2002  |
| 77    | 80    | Kogoro viene contattato da Nagato per cercare il suo primo amore, ma nella sua casa Conan trova anche Heiji che invece è stato chiamato per indagare su strani rumori che si sentono nell'abitazione. Tra i componenti della famiglia c'è un ragazzo che è bendato in seguito ad un'ustione. Durante la sera un familiare viene spinto giù dalla finestra e sembra che il colpevole sia l'uomo bendato che è misteriosamente sparito. |                   |                   |
| 78    | 81    | Intrighi di famiglia - seconda parte - 「名家連続変死事件（後編）」 - Meika renzoku henshi jiken (kōhen) – "Il caso della serie di morti accidentali della famiglia eminente (seconda parte)" | 27 ottobre 1997   | 4 novembre 2002   |
| 78    | 81    | Dopo due giorni viene trovato il cadavere del giovane nella fontana della villa: la polizia ipotizza che si sia suicidato dopo aver commesso il delitto. Conan e Heiji non ne sono convinti. |                   |                   |
| 79    | 82    | Rapina in banca 「銀行強盗殺人事件」 - Ginkō gōtō satsujin jiken – "Il caso d'omicidio della rapina in banca" | 3 novembre 1997   | 5 novembre 2002   |
| 79    | 82    | Mentre Ran, Conan e Sonoko sono in banca, un uomo con il casco irrompe annunciando una rapina: durante l'atto, un dipendente si fionda sul criminale e lo uccide con la sua arma. Per Conan quel gesto eroico nasconde un'altra motivazione. Infatti scopre che l'ha ucciso volontariamente. |                   |                   |
| 80    | 83    | Doppia identità 「放浪画家殺人事件」 - Hōrō gaka satsujin jiken – "Il caso d'omicidio dell'artista vagabondo" | 10 novembre 1997  | 6 novembre 2002   |
| 80    | 83    | I Giovani Detective incontrano un uomo che ha perso la memoria. Il giorno dopo i ragazzi trovano il cadavere di quest'uomo. |                   |                   |
| 81    | 84    | Voci scomparse - prima parte - 「人気アーティスト誘拐事件（前編）」 - Ninki ātisuto yūkai jiken (zenpen) – "Il caso del rapimento dei popolari artisti (prima parte)" | 17 novembre 1997  | 7 novembre 2002   |
| 81    | 84    | I TWO-MIX vengono rapiti sotto gli occhi dei Giovani Detective. Il rapitore chiede ad Ayumi di portargli una borsa che i cantanti hanno lasciato in un locale. Conan però decide di prendere le sembianze di Ayumi per salvare i due cantanti. |                   |                   |
| 82    | 85    | Voci scomparse - seconda parte - 「人気アーティスト誘拐事件（後編）」 - Ninki ātisuto yūkai jiken (kōhen) – "Il caso del rapimento dei popolari artisti (seconda parte)" | 24 novembre 1997  | 8 novembre 2002   |
| 82    | 85    | Il piano di Conan non va a buon fine e sia i Giovani Detective, che avevano seguito Conan nonostante quest'ultimo gli avesse intimato di tornare a casa, sia la band si trovano nelle mani dei rapitori che vogliono incendiare il magazzino dove sono rinchiusi. |                   |                   |